# Antsakoamaro
Antsakoamaro is een plaats en commune in het zuiden van Madagaskar, behorend tot het district Bekily, dat gelegen is in de regio Androy. Tijdens een volkstelling in 2001 telde de plaats 4.552 inwoners.
De plaats biedt enkel lager onderwijs aan. 90% van de bevolking werkt als landbouwer en 9,5% houdt zich bezig met veeteelt. Het meest belangrijk landbouwproduct zijn pinda's; overige belangrijke producten zijn maniok en rijst. Verder is 0,5% van de bevolking werkzaam in de dienstensector.